# Litsea kwangtungensis
Litsea kwangtungensis Hung T. Chang – gatunek rośliny z rodziny wawrzynowatych (Lauraceae Juss.). Występuje naturalnie w południowych Chinach – w środkowej i południowej części prowincji Guangdong. 

## Morfologia
PokrójZimozielone drzewo dorastające do 3 m wysokości. Młode pędy są owłosione i mają brązowoszarawą barwę.
LiścieNaprzemianległe. Mają podłużny kształt. Mierzą 4–11,5 cm długości oraz 1–3 cm szerokości. Są nagie. Nasada liścia jest klinowa. Blaszka liściowa jest o ostrym wierzchołku. Ogonek liściowy jest nagi i dorasta do 5–7 mm długości.
KwiatySą niepozorne, jednopłciowe, zebrane po 3–4 w baldachy, rozwijają się w kątach pędów.
OwoceMają elipsoidalny kształt, osiągają 7–8 mm długości i 4–5 mm szerokości.

## Biologia i ekologia
Roślina dwupienna. Rośnie w gęstych lasach, na terenach nizinnych. Owoce dojrzewają w listopadzie.